# 阿尔瓜
阿尔瓜（義大利語：Algua），是意大利贝加莫省的一个市镇。总面积8.14平方公里，人口722人，人口密度88.7人/平方公里（2009年）。国家统计（ISTAT）代码为016248。